# Nikkita Lyons
Faith Jefferies, meglio conosciuta con il ring name Nikkita Lyons (Las Vegas, 5 agosto 1999), è una wrestler statunitense sotto contratto con la WWE.

## Biografia
Faith Jefferies è nata a Las Vegas (Nevada) ma è cresciuta a Los Angeles (California). All'età di quattro anni ha iniziato a praticare taekwondo, ottenendo la cintura nera a otto anni.

## Carriera

### Circuito indipendente (2018–2021)
Poco dopo essersi diplomata nel 2017, è entrata nel mondo del wrestling allenandosi presso la palestra di Selina Majors. L'11 ottobre 2018 ha debuttato nella Women of Wrestling, sconfiggendo Sarah Wolfe con il ring name "Faith the Lioness".

### WWE (2021–presente)
Nel 2021 ha firmato un contratto con la WWE. e esordì nella puntata di 205 Live del 31 dicembre perdendo contro Amari Miller, mentre il 22 febbraio 2022 è apparsa per la prima volta ad NXT sconfiggendo Kayla Inlay.

## Personaggio

### Mosse finali
- Standing split drop
- Tornado kick

### Soprannomi
- "The Lioness"